# Fehér Dániel (biológus)
Fehér Dániel (Nagymórichida–Tekepuszta, 1890. október 27. – Sopron, 1955. február 16.) erdőmérnök, mikrobiológus, növényfiziológus, botanikus. Botanikai szakmunkákban nevének rövidítése: „D. Fehér”. A mikroorganizmusok élettanával kapcsolatos talajbiológiai kutatásaival nemzetközi hírnevet szerzett magának. A biológiai tudományok doktora (1952), 1954-től a Magyar Tudományos Akadémia levelező tagja volt.

## Élete
A selmecbányai bányászati és erdészeti főiskolán 1912-ben szerzett erdőmérnöki oklevelet, majd 1913–1914 között a berlini Frigyes Vilmos Egyetem hallgatója volt. Az első világháború kitörésekor, 1914-ben tiszti rangban vasútépítő mérnöki beosztást kapott, 1917-től 1918-ig pedig a bécsi hadügyminisztériumban teljesített szolgálatot. A világháború végén, 1918-ban a selmecbányai akadémia növénytani tanszékére került tanársegédként. 1918–1920 között a Bécsi Egyetem növényélettani intézetében kutatott ösztöndíjasként, s 1920-ban kémia és növénytan tárgyakból bölcsészdoktori oklevelét is megszerezte az osztrák fővárosban. 1920-tól a Sopronba áttelepített bánya- és erdőmérnöki főiskolán oktatott, 1921-től adjunktusi, 1923-tól rendkívüli tanári, 1926-tól rendes tanári címmel. Emellett ő létesítette, majd vezette az oktatási intézmény botanikus kertjét, valamint 1924–1930 között a főiskolai könyvtár igazgatói tisztét is betöltötte. 1922-ben magyar királyi erdőmérnökké nevezték ki. 1926-ban lehetősége nyílt arra, hogy a Rockefeller Alapítvány segítségével féléves kutatómunkát végezzen Skandináviában, s mikrobiológusként vegyen részt egy lappföldi expedícióban. 1934-ben egy Algériából induló észak-szaharai expedíciót kísért el talajbiológusként, 1936-ban pedig a Francia Természettudományi Akadémia megbízásából maga vezetett egy szaharai–szudáni tudományos kutatóutat. Ez utóbbi alkalommal született tudományos eredmények nemzetközi visszhangot keltettek. 1934-től 1952-ig az előbb a budapesti József Nádor Műegyetem, majd a Magyar Agrártudományi Egyetem alá tartozó soproni erdőgazdaság-tudományi karon a növénytan nyilvános rendes tanára, 1949–1951 között a kar dékánja volt. 1952-től haláláig az általa alapított soproni Talajbiológiai Kutató Laboratóriumot vezette.

## Munkássága
Az erdészeti botanika, a növényélettan és a növényökológia tudományán keresztül jutott el munkásságának legkiemelkedőbb területéhez, a különféle talajtípusokban élő mikroorganizmusok életfolyamatai és a növények táplálkozása közötti összefüggések vizsgálatához. Számos kísérletet végzett a talajok kémiai és biológiai összetételére (nitrogén-, humusz-, foszfor-, káliumtartalom), elektromos vezetőképességére, a talajélettanra és a talaj lélegzésére vonatkozóan. Többek között megállapította az éghajlati hatások előidézte, a talajban fellépő időszakos változások természetét, s rámutatott a talaj szüntelen, periodikus változásainak hátterében álló biológiai törvényszerűségekre. Különösen behatóan foglalkozott az erdei talajok és a fák élettartamának összefüggéseivel. Az 1930-as évek végétől folytatott sugárbiológiai kísérletei során az élő természetben előforduló radioaktív elemeket vizsgálta, s felismerte a kozmikus sugárzás egyes növényélettani hatásait, valamint azokat az élő növényi szervezetekből sugárzó hatásokat, amelyek mibenlétére a tudomány mind a mai napig nem talált választ. Manninger G. Adolffal együtt irányította az 1938–1944 között működő fürgedi talajbiológiai laboratórium megszervezését. Közreműködött a kisújszállási talajélettani kísérleti állomás üzembe állításában is. Élete során tucatnyi könyve és kétszáznál több tanulmánya jelent meg magyar és külföldi szakfolyóiratokban, s több nemzetközi biológiai konferencián képviselte a magyar tudományosságot.
Tudományos eredményei elismeréseként 1954-ben a Magyar Tudományos Akadémia levelező tagjává választották. Emellett levelező tagja volt a Finn Természettudományi Társaságnak és a Finn Erdészettudományi Társaságnak, 1951-től pedig a Magyar Mikrobiológiai Társaság vezetőségi tagja.

## Főbb művei
- Erdészeti növénytan I–III., Sopron, 1929–1935. (Mágócsy-Dietz Sándorral)
- A szerves vegytan elemei, különös tekintettel azoknak biológiai vonatkozásaira, Sopron, 1930. (Vági Istvánnal)
- Untersuchungen über die Mikrobiologie des Waldbodens, Berlin, 1933.
- Recherches sur la microbiologies de sols desertiques, Paris, 1939.
- A Szaharán keresztül, Sopron, 1943.
- Talajbiológiai módszerek, Budapest, 1944.
- A talajlakó baktériumok és gombák vizsgálatára alkalmas módszerek, Budapest, 11953.
- Talajbiológia, Budapest, 1954.